# Kenny Hulshof
Kenny Hulshof właściwe Kenneth C. Hulshof (ur. 22 maja 1958 w Sikeston) – amerykański polityk, członek Partii Republikańskiej.

## Działalność polityczna
W okresie od 3 stycznia 1997 do 3 stycznia 2009 przez sześć kadencji był przedstawicielem 9. okręgu wyborczego w stanie Missouri w Izbie Reprezentantów Stanów Zjednoczonych.